# Hôtel de Jean Briçonnet
L'hôtel Berthelot, puis de Jean Briçonnet est un hôtel particulier situé à Tours dans le Vieux-Tours. Le monument fait l’objet d’une inscription au titre des monuments historiques depuis le 10 janvier 1928.

## Localisation
L'hôtel est situé aux 11-13 rue de Châteauneuf et rue du Change.

## Historique
L'hôtel aurait été construit au XVe siècle pour la famille Berthelot. Il passa à Jean Briçonnet à la suite de son mariage avec Jeanne Berthelot. 
Il est remanié par Jean Briçonnet (le corps de logis nord conserve les armoiries de Jean Briconnet, mort en 1493), puis au XVIIe siècle. Vers 1885, il est coupé en deux et à moitié détruit par le percement et l'alignement de la rue Chateauneuf.

## Galerie

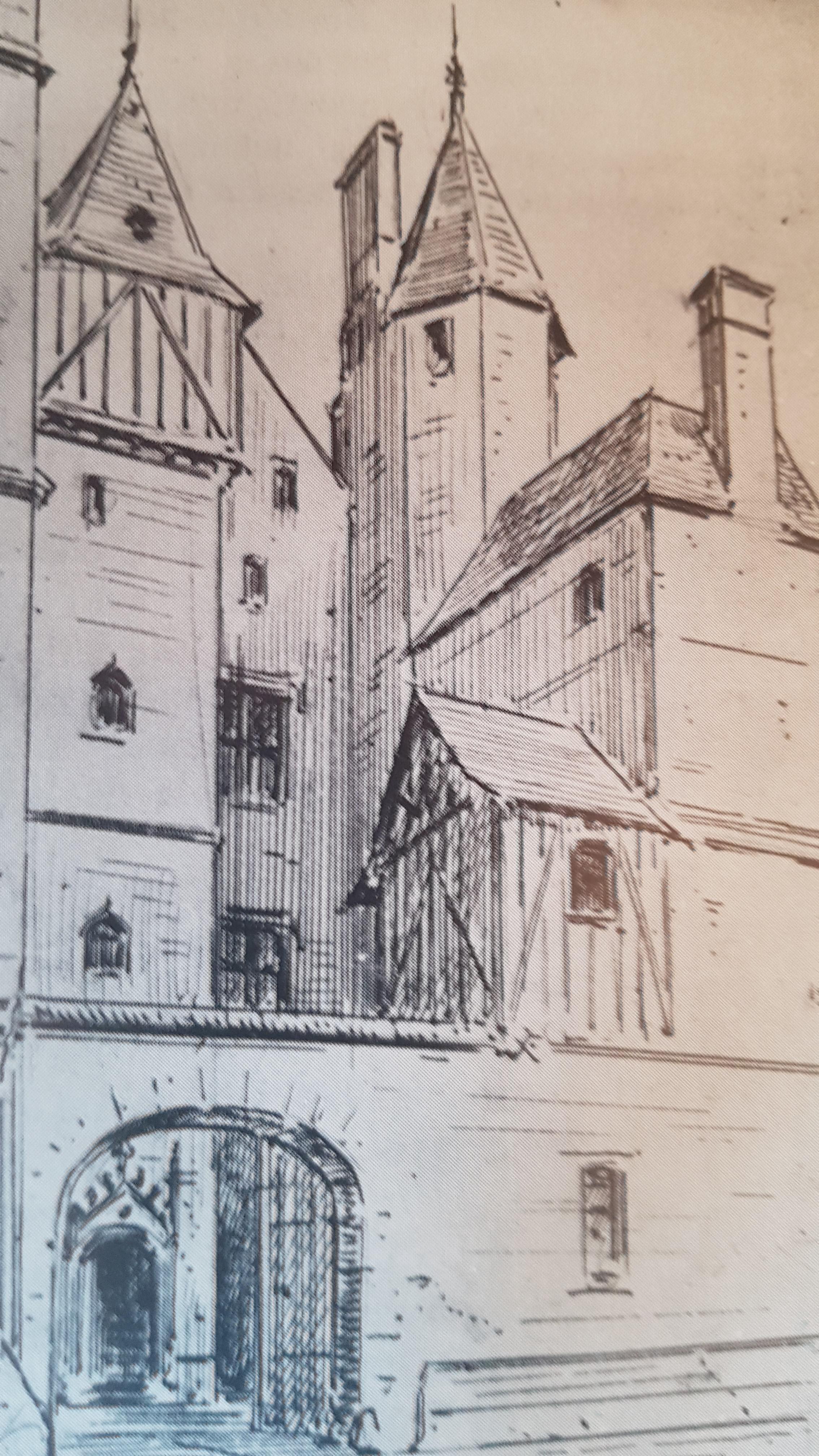
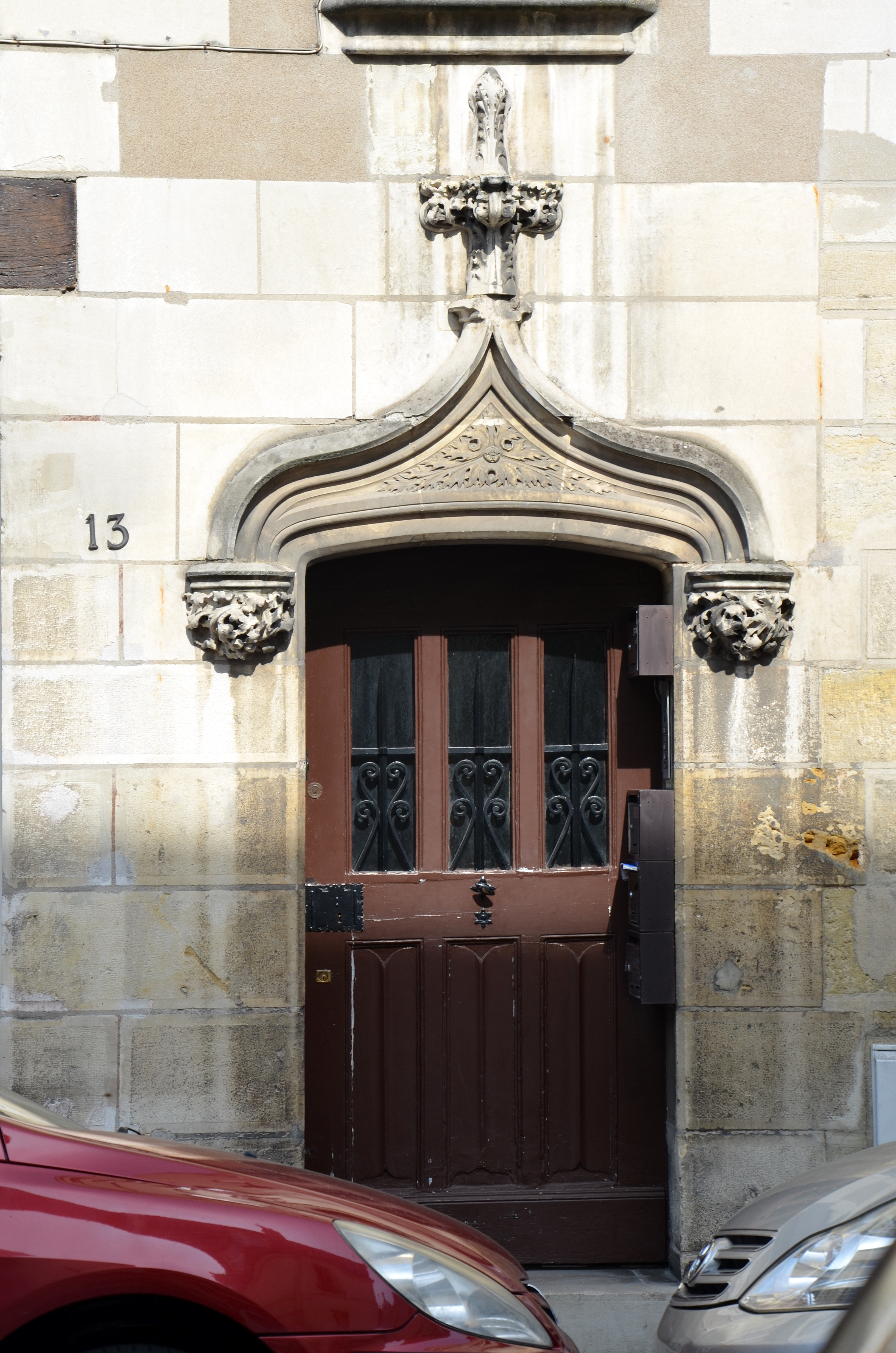